# Марк Ноний Арий Муциан
Марк Ноний Арий Муциан (на латински: Marcus Nonius Arrius Mucianus) e политик и сенатор на Римската империя през началото на 3 век.

## Биография
Произлиза от фамилията Нонии от Верона. Баща му Марк Ноний Арий Муциан Манлий Карбон e суфектконсул по времето на Комод. Внук е на Марк Ноний Макрин (суфектконсул през 154 г.). Женен е за Секстия Азиния Пола.
По времето на император Септимий Север през 201 г. Муциан е редовен консул заедно с Луций Аний Фабиан. През 204 г. е квиндецимвири sacris faciundis. След това е kurator и patron. Във Верона e честван със статуя.